# Интерпретация (литературоведение)
Интерпретация (лат. interpretatio — «толкование, объяснение») — истолкование текста с целью понимания его смысла.
Европейская традиция интерпретации берёт своё начало от новозаветного истолкования ветхозаветных текстов.
Первой теорией интерпретации текста, появившейся в XVIII веке, стало понятие герменевтического круга, введённое Фридрихом Шлейермахером и развитое Вильгельмом Дильтеем.
С середины XX века выделяются два подхода к интерпретации: герменевтический, при котором интерпретация рассматривается как понимание исследователем субъекта, написавшего текст, и использующий научную методологию структурно-семиотический подход.
В русском литературоведении методологию интерпретации текста развивал Михаил Бахтин.
Постструктурализм и деконструктивизм отрицают возможность адекватной интерпретации текста.